# Llista de topònims de Rupià
Llista de topònims (noms propis de lloc) del municipi de Rupià, al Baix Empordà
Informació actualitzada per un bot. Els canvis manuals es perdran quan s'actualitzi!

## casa
| imatge | Nom        | Ubicat a | instància de | Detalls                         | coordenades                                                                 | Protecció                                  | Commons (més fotos) | Dades a WD                    |
| ------ | ---------- | -------- | ------------ | ------------------------------- | --------------------------------------------------------------------------- | ------------------------------------------ | ------------------- | ----------------------------- |
|        | Can Carbó  | Rupià    | casa         |                                 | 42° 01′ 14″ N, 3° 00′ 40″ E / 42.020449°N,3.011037°E                        | bé cultural d'interès local                |                     | Modifica les dades a Wikidata |
|        | Can Català | Rupià    | casa         |                                 | 42° 01′ 14″ N, 3° 00′ 38″ E / 42.020632°N,3.010607°E                        | bé cultural d'interès local                |                     | Modifica les dades a Wikidata |
|        | Can Nató   | Rupià    | casa         | Estil: arquitectura gòtica      | 42° 01′ 17″ N, 3° 00′ 39″ E / 42.021321°N,3.010795°E ca:Placeta de la Cúria | bé cultural d'interès local                | Can Nató (Rupià)    | Modifica les dades a Wikidata |
|        | Can Pastor | Rupià    | casa         | Estil: arquitectura popular     | 42° 01′ 14″ N, 3° 00′ 39″ E / 42.020561°N,3.010914°E                        | bé cultural d'interès local                |                     | Modifica les dades a Wikidata |
|        | Can Valls  | Rupià    | casa         | Estil: arquitectura barroca     | 42° 01′ 14″ N, 3° 00′ 40″ E / 42.020429°N,3.011036°E ca:Plaça d'Avall, 4    | bé cultural d'interès local                |                     | Modifica les dades a Wikidata |
|        | can Xiana  | Rupià    | casa         | Estil: Renaixement 16th century | 42° 01′ 16″ N, 3° 00′ 36″ E / 42.021028°N,3.01007°E ca:Pl. d'Amunt, 32      | bé integrant del patrimoni cultural català | Can Xiana           | Modifica les dades a Wikidata |

## disseminat
| imatge | Nom      | Ubicat a | instància de | Detalls | coordenades                                                      | Protecció | Commons (més fotos) | Dades a WD                    |
| ------ | -------- | -------- | ------------ | ------- | ---------------------------------------------------------------- | --------- | ------------------- | ----------------------------- |
|        | Baixvila | Rupià    | disseminat   |         | 42° 01′ 06″ N, 3° 00′ 28″ E / 42.01835°N,3.00785°E               |           |                     | Modifica les dades a Wikidata |
|        | Candell  | Rupià    | disseminat   |         | 42° 00′ 46″ N, 3° 00′ 31″ E / 42.01280931882°N,3.0085351390326°E |           |                     | Modifica les dades a Wikidata |

## entitat singular de població
| imatge | Nom       | Ubicat a | instància de                                                                   | Detalls | coordenades                                                                 | Protecció | Commons (més fotos) | Dades a WD                    |
| ------ | --------- | -------- | ------------------------------------------------------------------------------ | ------- | --------------------------------------------------------------------------- | --------- | ------------------- | ----------------------------- |
|        | Rupià     | Rupià    | entitat singular de població ens local històric de Catalunya capital municipal | 250 hab | 42° 01′ 00″ N, 3° 01′ 00″ E / 42.01667°N,3.01667°E 64 msnm                  |           |                     | Modifica les dades a Wikidata |
|        | Sobrevila | Rupià    | entitat singular de població                                                   | 42 hab  | 42° 01′ 22″ N, 3° 00′ 15″ E / 42.0228117429403°N,3.00417934785936°E 93 msnm |           |                     | Modifica les dades a Wikidata |
|        | la Talaia | Rupià    | entitat singular de població                                                   | 37 hab  | 42° 01′ 11″ N, 3° 00′ 28″ E / 42.0197°N,3.00782°E 66 msnm                   |           |                     | Modifica les dades a Wikidata |

## masia
| imatge | Nom                          | Ubicat a | instància de | Detalls                                  | coordenades                                                                                                | Protecció                   | Commons (més fotos) | Dades a WD                    |
| ------ | ---------------------------- | -------- | ------------ | ---------------------------------------- | --- | --------------------------- | ------------------- | ----------------------------- |
|        | Can Bach                     | Rupià    | masia        |                                          | 42° 01′ 27″ N, 3° 00′ 22″ E / 42.024079°N,3.006034°E 82 msnm                                               | bé cultural d'interès local |                     | Modifica les dades a Wikidata |
|        | Can Brancós                  | Rupià    | masia        |                                          | 42° 00′ 43″ N, 3° 00′ 51″ E / 42.01185°N,3.014174°E                                                        | bé cultural d'interès local |                     | Modifica les dades a Wikidata |
|        | Can Cadenat                  | Rupià    | masia        |                                          | 42° 01′ 05″ N, 3° 00′ 29″ E / 42.0181100742759°N,3.00803196993134°E                                        |                             |                     | Modifica les dades a Wikidata |
|        | Can Cerdà                    | Rupià    | masia        |                                          | 42° 01′ 27″ N, 3° 00′ 43″ E / 42.024182°N,3.012013°E 62 msnm                                               | bé cultural d'interès local |                     | Modifica les dades a Wikidata |
|        | Can Gusó                     | Rupià    | masia        |                                          | 42° 01′ 22″ N, 3° 00′ 16″ E / 42.022656°N,3.004457°E                                                       | bé cultural d'interès local |                     | Modifica les dades a Wikidata |
|        | Can Jepa                     | Rupià    | masia        |                                          | 42° 01′ 40″ N, 3° 00′ 46″ E / 42.027758°N,3.012757°E                                                       | bé cultural d'interès local |                     | Modifica les dades a Wikidata |
|        | Can Mengol                   | Rupià    | masia        |                                          | 42° 00′ 35″ N, 3° 00′ 33″ E / 42.00963°N,3.009047°E                                                        | bé cultural d'interès local |                     | Modifica les dades a Wikidata |
|        | Can Planers                  | Rupià    | masia        |                                          | 42° 01′ 01″ N, 3° 00′ 29″ E / 42.017020274207°N,3.00798352102427°E                                         |                             |                     | Modifica les dades a Wikidata |
|        | Mas Banyeres                 | Rupià    | masia        |                                          | 42° 00′ 44″ N, 3° 00′ 29″ E / 42.012242°N,3.008118°E                                                       | bé cultural d'interès local |                     | Modifica les dades a Wikidata |
|        | Mas Carbó                    | Rupià    | masia        |                                          | 42° 01′ 24″ N, 3° 00′ 54″ E / 42.023254°N,3.015045°E                                                       | bé cultural d'interès local |                     | Modifica les dades a Wikidata |
|        | Mas Català del Candell       | Rupià    | masia        | Estil: arquitectura popular              | 42° 00′ 45″ N, 3° 00′ 27″ E / 42.01253°N,3.00759°E                                                         | bé cultural d'interès local |                     | Modifica les dades a Wikidata |
|        | Mas Font                     | Rupià    | masia        | Estil: arquitectura popular              | 42° 01′ 20″ N, 3° 00′ 27″ E / 42.02232°N,3.0074°E                                                          | bé cultural d'interès local |                     | Modifica les dades a Wikidata |
|        | Mas Guardis                  | Rupià    | masia        | Estil: arquitectura popular 16th century | 42° 01′ 21″ N, 3° 00′ 26″ E / 42.022573°N,3.00731°E ca:Ctra. de Girona a Torroella, oest del poble 83 msnm | bé cultural d'interès local | Mas Guardis         | Modifica les dades a Wikidata |
|        | Mas Isern i capella romànica | Rupià    | masia        |                                          | 42° 00′ 44″ N, 3° 00′ 28″ E / 42.012256°N,3.007641°E                                                       | bé cultural d'interès local |                     | Modifica les dades a Wikidata |
|        | Mas Llorà                    | Rupià    | masia        | Estil: arquitectura popular              | 42° 00′ 41″ N, 3° 00′ 52″ E / 42.011445°N,3.014458°E ca:Brancós. Camí vell de Corçà                        | bé cultural d'interès local |                     | Modifica les dades a Wikidata |
|        | Mas Llorà Petit              | Rupià    | masia        |                                          | 42° 00′ 43″ N, 3° 00′ 53″ E / 42.011864°N,3.014718°E                                                       | bé cultural d'interès local |                     | Modifica les dades a Wikidata |
|        | Mas Pagès                    | Rupià    | masia        |                                          | 42° 01′ 03″ N, 3° 00′ 39″ E / 42.017498°N,3.01077°E                                                        | bé cultural d'interès local |                     | Modifica les dades a Wikidata |
|        | Mas Pernau                   | Rupià    | masia        |                                          | 42° 00′ 42″ N, 3° 00′ 32″ E / 42.011774°N,3.009011°E                                                       | bé cultural d'interès local |                     | Modifica les dades a Wikidata |
|        | Mas Solers                   | Rupià    | masia        |                                          | 42° 01′ 19″ N, 3° 00′ 17″ E / 42.02183°N,3.00485°E                                                         | bé cultural d'interès local |                     | Modifica les dades a Wikidata |
|        | Mas Solers Falgueras         | Rupià    | masia        |                                          | 42° 01′ 17″ N, 3° 00′ 19″ E / 42.0215°N,3.00524°E                                                          | bé cultural d'interès local |                     | Modifica les dades a Wikidata |
|        | Mas Valls de la Bassa        | Rupià    | masia        |                                          | 42° 01′ 13″ N, 3° 00′ 51″ E / 42.020231°N,3.014164°E ca:Camí de Parlavà                                    | bé cultural d'interès local |                     | Modifica les dades a Wikidata |
|        | Mas de Can Grau              | Rupià    | masia        |                                          | 42° 01′ 15″ N, 3° 00′ 25″ E / 42.02071°N,3.00705°E                                                         | bé cultural d'interès local |                     | Modifica les dades a Wikidata |
|        | Masoveria del Mas Rupiana    | Rupià    | masia        | Estil: arquitectura popular              | | bé cultural d'interès local |                     | Modifica les dades a Wikidata |
|        | can Güell                    | Rupià    | masia        | Estil: arquitectura popular 17th century | 42° 01′ 18″ N, 3° 00′ 22″ E / 42.021571°N,3.006161°E ca:Banda occidental del veïnat 80 msnm                | bé cultural d'interès local | Can Güell (Rupià)   | Modifica les dades a Wikidata |
|        | el Mas Nou                   | Rupià    | masia        |                                          | 42° 01′ 09″ N, 3° 01′ 00″ E / 42.019028°N,3.016604°E                                                       | bé cultural d'interès local |                     | Modifica les dades a Wikidata |

## Misc
| imatge | Nom                                                   | Ubicat a    | instància de      | Detalls                     | coordenades                                                  | Protecció                                            | Commons (més fotos)  | Dades a WD                    |
| ------ | ----------------------------------------------------- | ----------- | ----------------- | --------------------------- | ------------------------------------------------------------ | ---------------------------------------------------- | -------------------- | ----------------------------- |
|        | Abeurador del nou camí a l'Atalaia i Bassa dels Horts | Rupià       | edifici           | Estil: arquitectura popular | ca:Entre Can Grau i la Llobatera                             | bé cultural d'interès local                          |                      | Modifica les dades a Wikidata |
|        | Indret de la Font                                     | Rupià       | indret            | Estil: arquitectura popular | 42° 01′ 14″ N, 3° 00′ 26″ E / 42.020515°N,3.00733°E          | bé cultural d'interès local                          |                      | Modifica les dades a Wikidata |
|        | Montori de Rupià                                      | Foixà Rupià | muntanya          |                             | 42° 01′ 40″ N, 3° 00′ 20″ E / 42.0278°N,3.00547°E 120.5 msnm |                                                      |                      | Modifica les dades a Wikidata |
|        | Muralles de Rupià                                     | Rupià       | muralla urbana    |                             | 42° 01′ 23″ N, 3° 00′ 44″ E / 42.0231°N,3.01209°E            | bé d'interès cultural bé cultural d'interès nacional |                      | Modifica les dades a Wikidata |
|        | Sant Vicenç de Rupià                                  | Rupià       | església          | Estil: gòtic flamíger       | 42° 01′ 15″ N, 3° 00′ 38″ E / 42.020862°N,3.010438°E         | bé cultural d'interès local                          | Sant Vicenç de Rupià | Modifica les dades a Wikidata |
|        | casa consistorial de Rupià                            | Rupià       | casa consistorial |                             | 42° 01′ 14″ N, 3° 00′ 39″ E / 42.0204947°N,3.0107971°E       |                                                      |                      | Modifica les dades a Wikidata |
|        | castell de Rupià                                      | Rupià       | castell           | Estil: gòtic català         | 42° 01′ 14″ N, 3° 00′ 38″ E / 42.02043611°N,3.01064167°E     | bé d'interès cultural bé cultural d'interès nacional | Castell de Rupià     | Modifica les dades a Wikidata |